# 理子女王
理子女王，（元祿四年（1691年）8月18日－寶永7年（1710年）6月4日）伏見宮貞致親王第三王女，生母不詳，幼名真宮（さなのみや）。後嫁與紀州德川家第五代紀伊藩藩主德川吉宗成為御簾中。1716年德川吉宗成為江戶幕府第八代將軍，追認已身故的正室理子女王為御台所。

## 家世
真宮理子女王的兩位姑母，都在她之前紛紛嫁進德川家；
- 姑母淺宮顯子女王；4代將軍德川家綱之御台所。
- 姑母安宮照子女王；紀伊藩二代藩主德川光貞（吉宗之父）之正室。

而她的姪女也同樣在她之後嫁入德川家；
- 姪女比宮增子女王；9代將軍德川家重之御台所。

## 生平
宝永3年（1706年）從京都前往江戶赤阪，並在同年11月1日和德川吉宗舉行婚禮。
理子女王出身京都公家，對紀伊德川家的武家生活模式很不習慣，因此她的生活重心完全依賴比自己早嫁入紀伊德川家的姑母—安宮照子女王，但照子女王在理子女王嫁入後翌年便去世。
寶永7年（1710年）5月27日，理子女王在江戶赤阪的紀州藩邸早產，生下一個死嬰。同年6月4日，產後虛弱的理子女王隨著早產的女兒過世，得年僅18歲。死後葬于池上正門寺院（異稱本門寺，火葬所寶篋印塔），法號寬德院玄真日中大姊。
理子女王過世後53年，在寶曆十三年（1763年），德川幕府第10代將軍德川家治追贈理子女王為從三位。

## 相關影視作品
- 電視劇中理子女王扮演者
  - 《大奧》 吉行和子（富士電視台，1968年）
  - 《八代將軍吉宗》 山崎直子（日语：山崎直子 (女優)）（NHK大河劇，1995年）
  - 《德川風雲錄 八代將軍吉宗（日语：徳川風雲録 八代将軍吉宗）》 木内晶子（日语：木内晶子）（東京電視台，2008年）